# Vanilla bahiana
Vanilla bahiana é uma espécie de orquídea de hábito escandente e crescimento reptante que existe nas regiões centro-oeste, sudeste e nordeste do Brasil. São plantas clorofiladas de raízes aéreas; sementes crustosas, sem asas; e inflorescências de flores de cores pálidas que nascem em sucessão, de racemos laterais.